# Serolis arntzi
Serolis arntzi là một loài chân đều trong họ Serolidae. Loài này được Brandt miêu tả khoa học năm 2003.